# Lactose
Le lactose est un glucide présent dans le lait des mammifères (de 10 à 80 g/L) y compris chez les humains, dont il tire son nom (étymologiquement sucre de lait) ; il est présent dans le lait de vache et de brebis (45-50 g/L), en moindre quantité dans le lait de chèvre (40-45 g/L) mais bien plus dans le lait maternel humain (65-70 g/L), un des plus riches qui soient en lactose.

## Structure

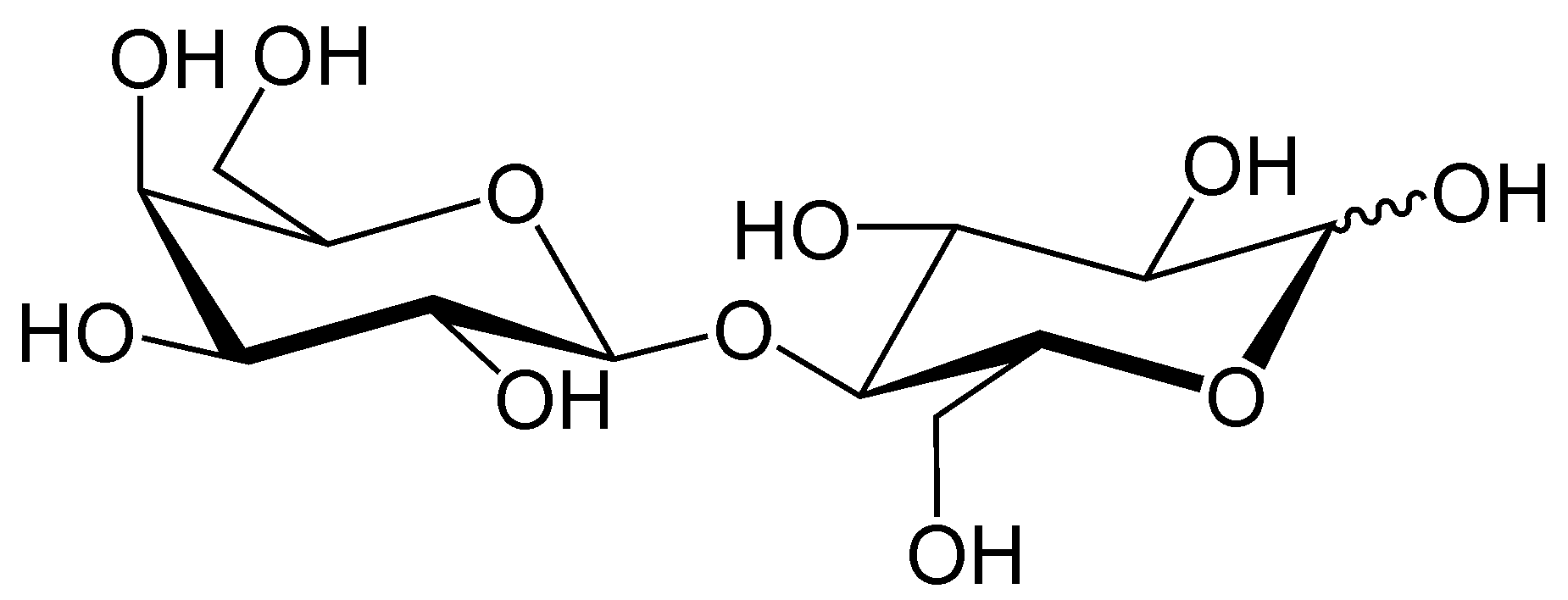
Figure 1 : structure moléculaire du lactose, conformation chaise.

Le lactose est un diholoside (ou disaccharide), composé d'une molécule de β-D-galactose (Gal) et d'une molécule de α/β-D-glucose (Glc) reliées entre elles par une liaison osidique β(1→4).
Le nom officiel du lactose est le β-D-galactopyranosyl(1→4)D-glucopyranose. Il peut être symbolisé par Gal β(1→4) Glc.

## Propriétés physiques
Le lactose est un solide blanc de formule brute C12H22O11 et de masse molaire, comme tous les diholosides, de 342 g/mol.

### Solubilité
Le lactose est moins soluble (0,216 g/ml) dans l'eau que le saccharose (2,019 g/ml à 20 °C) ou le glucose (0,470 g/ml).
La solubilité du lactose dans l'eau est de 18,904 9 g à 25 °C, 25,148 4 g à 40 °C et 37,214 9 g à 60 °C pour 100 g de solution. Sa solubilité dans l'éthanol est de 0,011 1 g à 40 °C et 0,027 0 g à 60 °C pour 100 g de solution.

### Pouvoir rotatoire
Le lactose est dextrogyre car il fait tourner le plan de polarisation de la lumière vers la droite, cela est dû à la présence de carbones chiraux.

## Pouvoir sucrant
Le pouvoir sucrant du lactose est assez faible (0,16) en comparaison du saccharose (1 par convention). Celui du lactitol (E966) est de 0,3-0,4.

## Propriétés chimiques
Le lactose est un sucre réducteur, du fait de la présence d'une fonction hémiacétal.

## Production
Le lactose est un glucide naturellement présent dans le lait des mammifères. Le lactosérum (petit lait) obtenu après séparation des matières grasses et précipitation de la caséine est très riche en lactose, qui représente 70 % à 75 % des matières sèches. Par évaporation et cristallisation du lactosérum, on obtient des cristaux durs et sablonneux d'hydrate de lactose (formule C12H22O11•H2O). Les cristaux perdent leur eau par chauffage à 140 °C. Ils fondent et se décomposent à 202 °C.

## Métabolisme

Hydrolyse du lactose.

Le lactose est dégradé dans le tube digestif, plus précisément dans l'intestin grêle, par une hydrolase, une enzyme appelée lactase (ou β-D-galactosidase), qui l'hydrolyse en glucose et galactose (deux oses). Les β-galactosidases permettent d'hydrolyser le lactose. Diverses β-galactosidases sont présentes chez les bactéries, en particulier celles du microbiote, et la lactase chez l'homme. Les lactases sont sécrétées par les entérocytes, cellules situées dans les villosités intestinales. Ces cellules absorbent ensuite séparément le glucose et le galactose en utilisant le système transporteur sodium-glucose.
Au cours de la digestion le lactose peut être aussi métabolisé par le microbiote, essentiellement dans le gros intestin.

### Tolérance au lactose
Le lactose est bien digéré par les nourrissons et les jeunes mammifères qui produisent la lactase en abondance. Toutefois la plupart des mammifères adultes en bonne santé produisent moins de lactase, parfois très peu. Une partie du lactose (au moins 30 %) est alors normalement dégradée dans le côlon et ce taux varie fortement suivant les individus, bien plus qu'entre les espèces. Ce qui reviendrait à dire que des ballonnements modérés ne sont pas nécessairement un signe de mauvaise digestion et qu'il revient à chaque individu d'adapter sa consommation.

Carte montrant le pourcentage de la population tolérant au lactose sur les vieux continents.

Mais chez une partie des adultes dont l'alimentation ne comprend aucun produit laitier, l'expression du gène codant la lactase cesse complètement et le lactose occasionnellement ingéré poursuit sa route en totalité vers le côlon. Il  est alors métabolisé par des bactéries qui produisent des éléments assimilables (acides gras volatils, acide lactique)  mais aussi des gaz. On parle d'intolérance au lactose (75 % de la population mondiale est concernée, 90 % dans certains pays d'Asie de l'Est, et seulement 5 % des Européens du nord). Les symptômes de l'intolérance au lactose sont principalement des ballonnements, des crampes d’estomac douloureuses et des diarrhées. Ils sont provoqués par l'appel d'eau causé par la présence de sucres non dégradés dans l'intestin grêle et le côlon puis par la production de gaz.
Le lactose est également classé parmi les FODMAP (oligosaccharides susceptibles de fermenter dans le côlon) mis en cause dans le syndrome de l'intestin irritable, pathologie sans gravité parfois confondue avec l'intolérance au lactose. Le syndrome de l'intestin irritable est dû, non pas à l'absence de lactase, mais à des problèmes de type motricité de l'intestin, éventuellement en rapport avec des causes psychologiques.
La fermentation par le microbiote du côlon produit des gaz intestinaux en quantités variables : acides gras volatils qui passent à l'état gazeux sous certaines conditions, méthane, gaz carbonique, dihydrogène, ce qui est à l'origine de la sensation de ballonnement ou météorisme. On peut remarquer, en partant d'un autre point de vue, qu'il est aussi possible de classer les FODMAP parmi les prébiotiques, nutriments susceptibles de favoriser le développement du microbiote. Ces deux points de vue sont concurremment utilisés par l'industrie des produits diététiques, d'une part pour amener à la consommation de produits sans lactose, d'autre part pour vendre des préparations contenant lactose et probiotiques (exemple : yaourts au bifidus).
Les dérivés du lactose, lactulose, tagatose, lactitol ne sont pas dégradés par la lactase. Ils sont couramment employés comme additifs alimentaires et sont susceptibles de causer les mêmes symptômes, s'ils sont employés en quantités trop importantes, même chez les personnes ne présentant pas d'intolérance au lactose (cet effet est recherché dans le traitement de la constipation par le lactulose).

#### Omniprésence du lactose et de ses dérivés dans l'alimentation industrielle
Le lactose est souvent présent en quantités supérieures à celles du lait entier dans les produits laitiers industriels peu transformés (laits, fromages frais, faisselles, crème fraîche, glaces) soit à cause du retrait d'autres composants, soit du fait d'ajout de lait en poudre, de lactoserum ou de lactose aux préparations.
Les fromages à pâtes pressées et le beurre ne contiennent plus que des traces de lactose.
Le lactose passe en grande partie dans le sérum lors de l'égouttage des fromages et dans le babeurre lors du barattage de la crème quand on fait le beurre, et il est aussi dégradé partiellement lors des phases de fermentation et d'affinage. Ainsi, dans le cas des yaourts et laits fermentés, les ferments lactiques contribuent à sa dégradation.
À noter que dans l'industrie, on ajoute systématiquement de la poudre de petit lait déshydraté, riche en lactose, au lait destiné à la fabrication des yaourts et fromages très frais (petits suisses…) pour diminuer le temps de prise et améliorer la tenue (certains yaourts ne sont même fabriqués qu'à partir de poudre de lait et d'eau). Cette méthode est parfois aussi conseillée aux amateurs. Cela donne des yaourts ou petits suisses qui finalement contiennent autant de lactose que du lait avant fermentation. Au prix d'un temps de fermentation un peu plus long , il est tout à fait possible de réaliser des yaourts maison ou artisanaux, sans ajout de poudre de lait, qui seront exempts de lactose après fermentation.
De nombreux produits alimentaires et plats préparés industriels utilisent des quantités notables de lactose (saucissons, saucisses, pâtés, lard, surimis, sauces, chips, confiseries, gommes à mâcher, biscuiterie, pâtisserie-boulangerie) sans pour autant que la présence de lait ne soit logique dans leur préparation traditionnelle. Dans ces cas, le lactose, sous-produit bon marché de l'industrie du fromage et du beurre, donne aux aliments une consistance légèrement crémeuse, peut améliorer le goût et permet d'augmenter le poids vendu à moindre coût.
Les crèmes-desserts, le riz-au-lait, les fromages fondus apéritifs et les fromages minceur, les desserts et en-cas chocolatés industriels peuvent même présenter des teneurs en lactose bien supérieures à celle du lait.
Le tagatose et le lactitol (comme d'autres polyols édulcorants) sont très employés en pâtisserie-boulangerie, dans de nombreux desserts, confitures, confiserie, gommes à mâcher, en particulier le lactitol pour donner du moelleux et ralentir le rassissement des pains et pâtisseries ou pour donner une sensation de fraîcheur en bouche (bonbons, gommes à mâcher). Le lactulose est aussi très employé en pharmacie et dans les produits diététiques. Conservant un pouvoir sucrant et n'étant pas des glucides assimilables dans l'intestin grêle, ils sont très utilisés dans les aliments dits allégés. Leur pouvoir sucrant peut, pour certains aliments comme le pain, être masqué par un suppresseur de goût sucré comme le lactisole. De même, l'effet fraicheur peut être masqué par d'autres sucres à pouvoir sucrant modéré comme le tréhalose. Cela en fait des additifs incontournables de l'industrie des aliments diététiques et, de plus en plus, d'un grand nombre de préparations basses calories.
Le fait que ces molécules, lactose et dérivés, passent l'intestin grêle intactes permet de les présenter comme prébiotiques, avec les bienfaits réels ou supposés qui en découlent, mais ne signifie pas que leur apport calorique est nul comme le laisserait à penser certaines publicités. Leur utilisation par le microbiote fournit des acides gras absorbés en partie par la muqueuse du côlon.
La consommation d'aliments contenant ces dérivés en quantité importante peut conduire aux mêmes symptômes que ceux du syndrome de l'intestin irritable qui semble être souvent imputé inconsidéremment à la consommation de produits laitiers ou contenant du lactose. De même, la présence du lactose dans des aliments où on ne l'attend pas traditionnellement conduit à sous-estimer les quantités absorbées.

#### Avertissement
L'intolérance au lactose doit être diagnostiquée par le corps médical. Le remplacement du lait maternel ou maternisé chez les nourrissons par du lait délactosé ou du lait végétal en dehors de tout contrôle médical peut avoir des conséquences extrêmement graves. Les autres laits d'origine animale (vache, chèvre, brebis, ânesse, jument, etc.) ne peuvent remplacer le lait maternel, plus riche en lactose et apportant des éléments spécifiques, pour les nourrissons.
Il a été de coutume de remplacer le lait de vache ou le lait maternel par du lait de chèvre chez de jeunes enfants présentant des symptômes d'irritabilité de l'intestin. Le lait de chèvre contient cependant du lactose, même si c'est en quantité moindre, et est inadéquat en cas d'intolérance vraie.

## Utilisations
Le lactose est un élément important dans la nourriture des jeunes mammifères. Il entre dans la composition des laits des bébés car la teneur en lactose du lait de femme est supérieure à celle du lait de vache.
Il est très utilisé dans les industries alimentaires, comme excipient en pharmacie (et pour la fabrication des drogues), dans l'industrie des arômes, la fabrication de l'acide lactique, du lactitol, du lactulose, du tagatose, des sirops de glucose-galactose et dans l'alimentation animale. Il est utilisé dans les plats préparés et pâtisseries industrielles bien que l'on y préfère souvent d'autres types de sucres dont la solubilité et le pouvoir sucrant sont supérieurs.
Lors du brassage de la bière le lactose n'est pas dégradé par la levure de bière (et la plupart des levures sauf par exemple Kluyveromyces); il est ajouté aux bières dites Milk Stout comme la Mackeson Stout (en) dont la publicité était en partie basée sur son effet favorable supposé sur l'allaitement.
En fabrication fromagère, le lactose est dégradé par les bactéries lactiques et certaines levures, comme l'ascomycète Kluyveromyces, massivement utilisées dans l'industrie fromagère. Cette dernière, capable de transformer le lactose en éthanol, pourrait aussi être mise en œuvre pour la fabrication de biogaz à partir de lactosérum. Le lactose transformé en acide lactique par les bactéries permet l'acidification des yaourts, laits fermentés et fromages et leur conservation.
Le lactulose, un isomère du lactose est utilisé dans l'industrie alimentaire et comme ingrédient pharmaceutique actif dans le traitement de la constipation.
Il est aussi utilisé pour la conception de fumigène, mélangé avec du chlorate de potassium et du chlorure d'ammonium, ce mélange crée une épaisse fumée blanche. La fumée émise, non toxique, trouve des utilisations dans la résolution de problèmes de ventilation.